# Okerkleurig kroeskopje
Het okerkleurig kroeskopje (Nemapogon ruricolella) is een vlinder uit de familie echte motten (Tineidae). De wetenschappelijke naam is voor het eerst geldig gepubliceerd in 1849 door Stainton.
De soort komt voor in Europa.